# موتور پمپ ناصر ۴
موتور پمپ ناصر ۴ یک منطقهٔ مسکونی در ایران است که در دهستان ارزوئیه واقع شده‌است. موتور پمپ ناصر ۴ ۹۲ نفر جمعیت دارد.